# Brand Blanshard
Percy Brand Blanshard (27 de agosto de 1892 - 19 de novembro de 1987) foi um filósofo americano conhecido principalmente por sua defesa da razão . Em "The Nature of Thought", 1939, criticou o empirismo contemporâneo, argumentando a favor da causalidade enquanto conexão necessária. 

## Filosofia
Blanshard era um racionalista numa época em que o racionalismo era fortemente atacado pelos empiristas. Em seus primeiros trabalhos da natureza do pensamento , ele defendeu uma teoria da coerência da verdade. Em seus últimos anos, porém, ele chegou a pensar que a relação entre pensamento e objecto era uma relação sui generis e podia ser descrita como "correspondência" ou "coerência".
É geralmente considerado como um dos últimos idealistas americanos, fortemente influenciado pelos idealistas britânicos, Francis Bradley e Bernard Bosanquet. Distingue, contudo, o idealismo epistemológico do idealismo ontológico. O primeiro diz que todos os objectos da experiência directa só existem na consciência, e o segundo diz que o mundo em si é mental. Assim, ele aceitou o idealismo epistemológico, mas rejeitou o idealismo ontológico, ao contrário de Berkeley. Os átomos existiam independentemente da mente.
Foi muito crítico do positivismo, atomismo lógico e pragmatismo. O Universo era uma Mente Necessária, no sentido de Absoluto, e de Inteligente. Considerava-se um monista ao estilo de Espinosa. Acreditava em leis lógicas puramente deterministas, que realizavam a lei da causalidade.